# Schlacht bei Sievershausen
In der Schlacht bei Sievershausen bei Lehrte standen am 9. Juli 1553 die vereinigten Heere des Kurfürsten Moritz von Sachsen und Heinrichs des Jüngeren von Braunschweig-Wolfenbüttel den Truppen von Markgraf Albrecht Alcibiades von Brandenburg-Kulmbach gegenüber. Diese Schlacht des Zweiten Markgrafenkriegs mit rund 30.000 Kämpfern und etwa 4.000 Toten war (neben der Schlacht bei Lutter 1626) eine der blutigsten kriegerischen Auseinandersetzungen auf dem Gebiet des heutigen Niedersachsen in der Frühen Neuzeit.

## Vorgeschichte der Schlacht

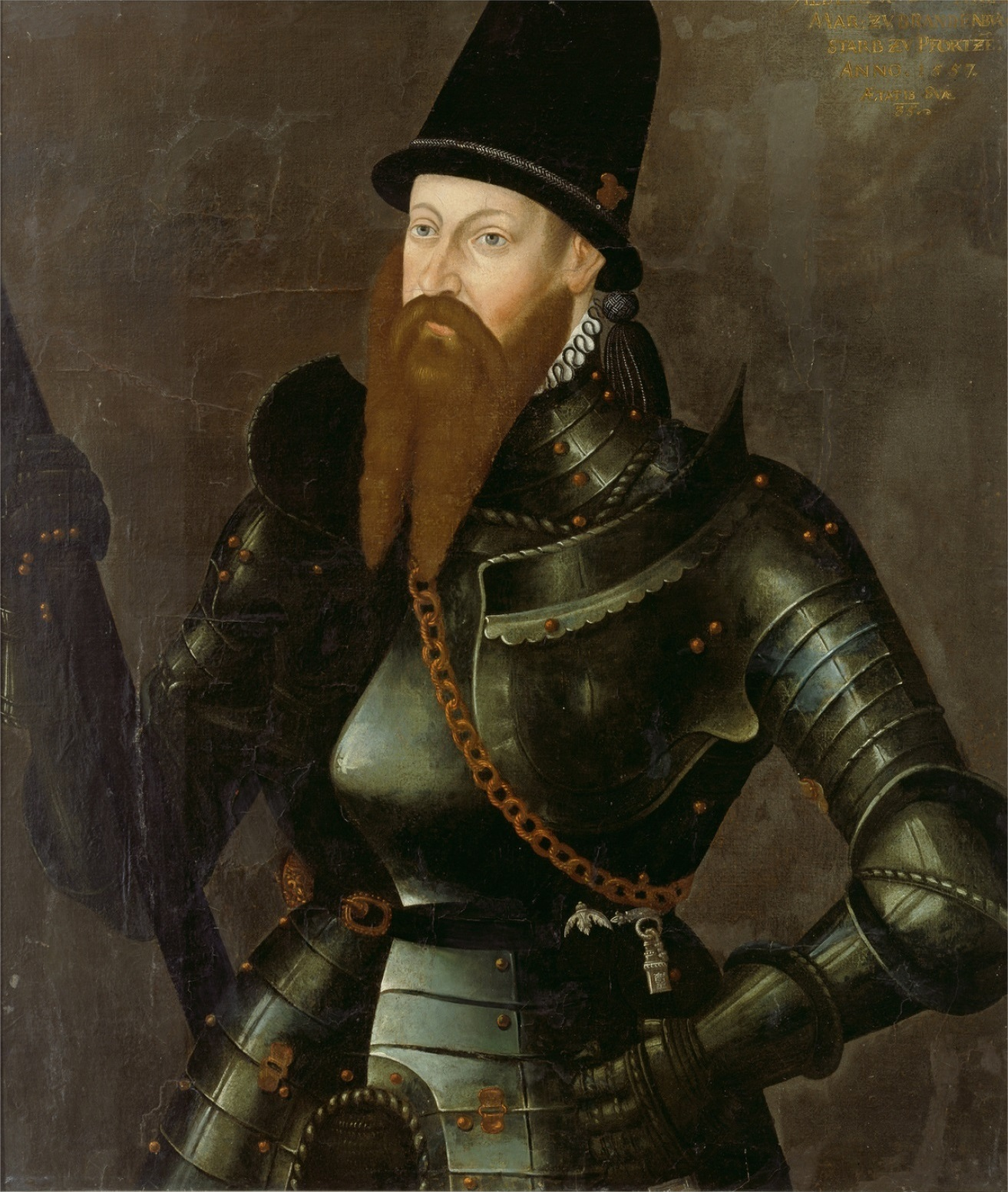
Markgraf Albrecht Alcibiades

Der zum Landfriedensbrecher erklärte Markgraf Albrecht befand sich mit seinem Söldnerheer auf einem Kriegszug, der ihn raubend und plündernd von Süd- nach Norddeutschland führte. Dabei unterstützte er geschickt den innerwelfischen Streit zwischen zwei Teilhäusern des Herzogtums Braunschweig und zog gegen den Braunschweiger Herzog Heinrich den Jüngeren. Dieser suchte Bundesgenossen, die er in Moritz von Sachsen und auch in Lüneburger Fürsten fand. Moritz musste den Kampf aufnehmen, weil der eben erst zustande gekommene Passauer Vertrag zur Religionsfreiheit der Protestanten durch die Handlungen des Markgrafen zu scheitern drohte. Als sich die verfeindeten Lager an der Leine bei Sarstedt gegenüberstanden, kam es aber nicht zum Kampf. Albrecht zog mit seinem Heer in Richtung der Stadt Braunschweig, bei der er Unterstützung fand. Moritz und Heinrich zogen hinterher und stellten sich ihm zwischen dem Hämeler Wald und der Fuhse bei Sievershausen in den Weg.

## Verlauf der Schlacht

Schlachtaufstellung, Truppen von Markgraf Albrecht: blau, Truppen von Kurfürst Moritz: rot

Austragungsort der Schlacht war die Feldmark zwischen Arpke und Sievershausen. Auf sächsisch-braunschweigischer Seite waren 15.500 Bewaffnete (7.500 Reiter, 8.000 Mann Fußvolk) und 25 Kanonen beteiligt; der Markgraf hatte 18.000 Mann (6.000 Reiter, 12.000 Mann Fußvolk) zur Verfügung. Anfänglich wurde das sächsische Heer zurückgeschlagen und machte bereits Absetzbewegungen. Als die fliehenden Truppen jedoch plötzlich umkehrten und den Kampf wieder aufnahmen, waren die siegesgewissen Truppen des Markgrafen überrascht und wichen zurück. Als die Sachsen dann in den Rücken des Gegners gelangten, war die Schlacht entschieden, und der Markgraf ergriff die Flucht. Das Kampfgeschehen dauerte etwa vier Stunden. Zeitgenössischen Schilderungen zufolge war es ein „greuliches Gemetzel“, bei dem mit Härte und Verbissenheit gekämpft wurde.

### Verluste

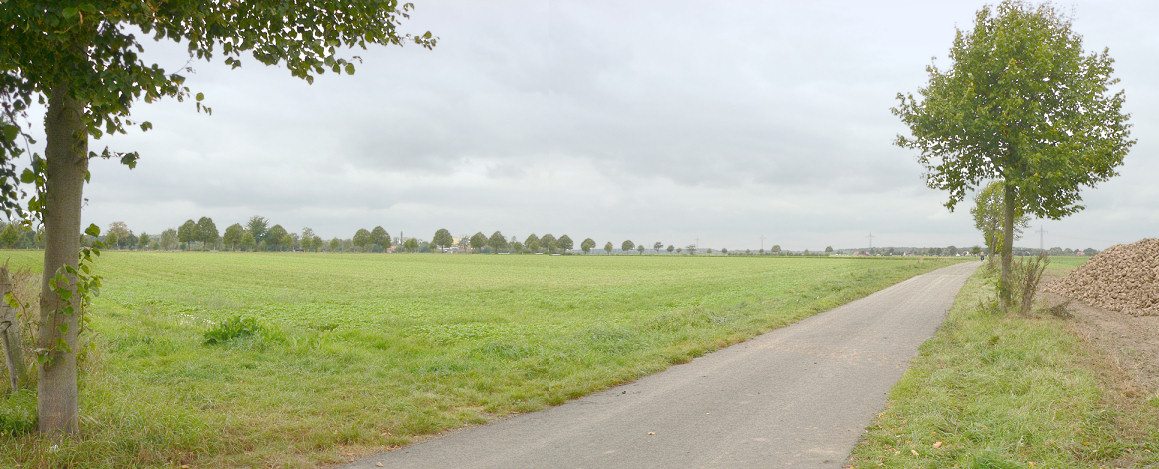
Schlachtfeld heute, Blick von Sievershausen Richtung Arpke

Die Angaben über Verluste weichen in den verschiedenen Quellen voneinander ab. Es sollen jedoch etwa 4.000 Kämpfer umgekommen und rund 8.000 Männer verwundet worden sein. Unter den Toten waren viele niedersächsische und sächsische Adlige. Es wird berichtet, dass vier Fürsten, neun Grafen und 250 Ritter ums Leben gekommen seien. Sie wurden in ihre Heimatorte (unter anderem Celle, Goslar, Hannover, Peine, Burgdorf, Wolfenbüttel) überführt. Auch der Führer des auf sächsischer Seite kämpfenden landgräflich-hessischen Kontingents von 600 Berittenen, Wilhelm von Schachten, trug schwere Verwundungen davon, denen er drei Wochen später erlag. Der größte Teil der Gefallenen wurde nahe dem Schlachtfeld beigesetzt. Es wird vermutet, dass dies eine Bodensenke bei Arpke, die sogenannte Helden- oder Todtenkuhle, ist. Unter den Toten befanden sich zwei Söhne von Herzog Heinrich (Philipp Magnus und Karl Victor), was zur Folge hatte, dass der jüngste Sohn Julius erbberechtigt wurde.

### Tod des sächsischen Kurfürsten

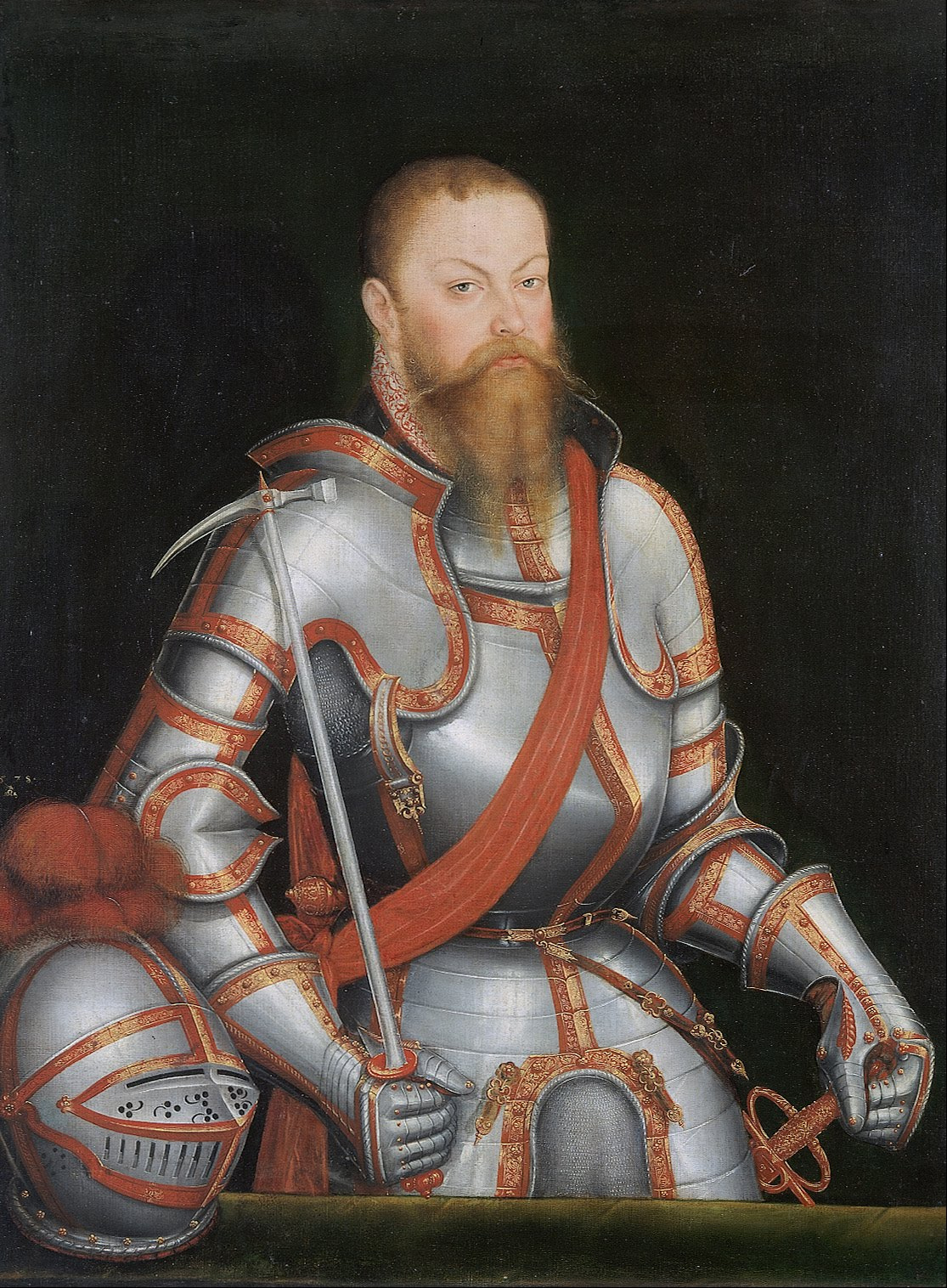
Kurfürst Moritz von Sachsen

Der sächsische Führer Kurfürst Moritz erlitt in der Schlacht eine Schusswunde. Einer seiner Diener soll ihn von hinten angeschossen haben, wobei seine Eingeweide verletzt wurden. Zwei Tage später verstarb er an den Folgen der Verletzung. Der Leichnam wurde in die Heimat von Moritz nach Sachsen überführt, Herz und Eingeweide jedoch in der Kirche von Sievershausen bestattet. Am Harnisch des Kurfürsten, der noch heute im Dom zu Freiberg aufbewahrt wird, ist das Einschussloch in Hüfthöhe zu erkennen.
Die an sich nicht tödliche Verletzung führte rasch zu Spekulationen, dass die eigentliche Todesursache eine andere sei oder dass ein Mörder zur Tat gedungen worden war. Diese Spekulationen lagen auch darin begründet, dass der Protestant Moritz selbst am eigenen Hof viele Feinde hatte, weil er zeitweise mit dem katholischen Kaiser Karl V. gegen den Schmalkaldischen Bund 1546/47 verbündet gewesen war. Auf diese Weise war die sächsische Kurfürstenwürde auf ihn übergegangen, die zuvor Johann Friedrich I. von Sachsen innehatte und verlor. So galt Moritz von Sachsen als „Judas von Meissen“. Wahrscheinlichste und damals in solchen Fällen häufigste Todesursache dürfte aber eine Infektion der Wunde gewesen sein.

## Ergebnis der Schlacht
Die Niederlage des Markgrafen Albrecht Alcibiades half, das endgültige Zustandekommen des Augsburger Reichs- und Religionsfriedens im Jahr 1555 abzusichern. Darin liegt die wesentliche historische Bedeutung der Schlacht, die als opferreichste der Reformationszeit gilt.

## Gedenken an die Schlacht

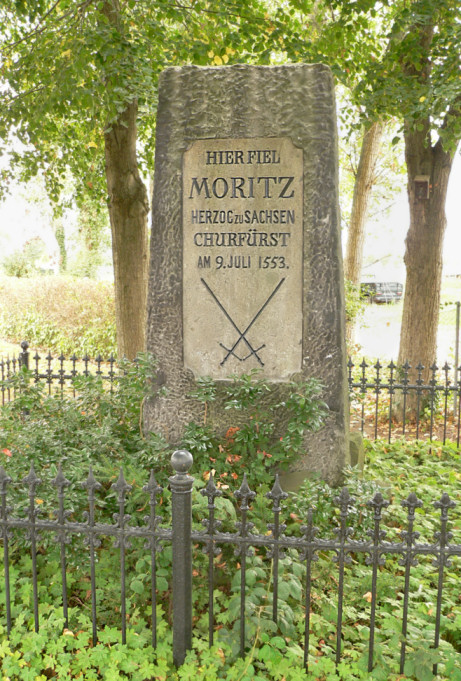
Gedenkstätte für den Kurfürsten von 1853 am Ort der Schlacht

In Sievershausen wird an die Schlacht in folgender Weise erinnert:
- Denkmal auf dem heutigen Friedhof an der Stelle, wo Moritz von Sachsen verwundet wurde. 7,5 Tonnen schwerer Granitstein aus der Heimat von Moritz in Sachsen, aufgestellt am 300. Jahrestag der Schlacht am 9. Juli 1853. Aufschrift: „Hier fiel Moritz Herzoc zu Sachsen, Churfürst, am 9. Juli 1553.“
- Schlachtgemälde in der Kirche von etwa 1600, evtl. aus der Werkstatt von Lucas Cranach dem Jüngeren
- Zinnfigurendiorama der Schlacht in der Dokumentationsstätte Sievershausen
- Gedenkstein an der Kirche von etwa 1573
- Gedenktag mit Festumzug am 450. Jahrestag der Schlacht am 9. Juli 2003 durch den ortsgeschichtlichen Arbeitskreis Sievershausen

## Heutiges Antikriegshaus
Ab 1967 fanden in der evangelischen Kirchengemeinde auf Initiative des damaligen Pastors Klaus Rauterberg Veranstaltungen der Friedensbewegung unter der Bezeichnung Anti-Kriegswerkstatt statt. Anlass, die Arbeit zu institutionalisieren, bot eine größere Gedenkveranstaltung am Erinnerungsstein für Kurfürst Moritz am 9. Juli 1978, die von zahlreichen Anwesenden aufgrund der Redebeiträge als zynisch erlebt wurde. In der Folge bildete sich im Spätherbst 1978 die Initiative, eine Dokumentationsstätte zu errichten. Am 1. September 1979 wurde der Grundstein für das heutige Gebäude gelegt, das dem Verein geschenkt worden war und das Jugendliche abbrachen und neu errichteten: Das Anti-Kriegshaus Sievershausen wird vom Verein Dokumentationsstätte zu Kriegsgeschehen und über Friedensarbeit e. V. getragen. Die Arbeit des Vereins war im Dorf teilweise umstritten. Neben Ausstellungen und Veranstaltungen bietet das Haus auch einfache Übernachtungsmöglichkeiten.